# Orazio Spinola
Orazio Spinola (Gênova, 1562 - Gênova, 24 de junho de 1616) foi um cardeal do século XVII

## Biografia
Nasceu em Gênova em 1547?. Dos marqueses de Balbases e, mais tarde, duques de Sesto. Terceiro dos nove filhos de Giovanni Spinola e Gironima Doria, irmã do duque Giannandrea Doria. Os outros irmãos eram Artemísia, Giannettino, Vittoria, Bianca, Ottavia e outros três filhos. Sobrinho-neto do Doge Luca Spinola de Gênova. Outros cardeais dos vários ramos da família Spinola foram Agostino Spinola (1527); Filippo Spinola (1583); Agustín Spínola (1621); Giandomenico Spinola (1626); Giulio Spínola (1666); Giambattista Spínola, Sr (1681) Giambattista Spínola, Jr (1695); Nicola Gaetano Spinola (1715); Giorgio Spinola (1719); Giovanni Battista Spínola (1733); Girolamo Spinola (1759) e Ugo Pietro Spinola (1831).
Estudou na Universidade de Pádua, onde obteve o doutorado em utroque iure , tanto em direito canônico quanto em direito civil..
Foi a Roma durante o pontificado do Papa Sisto V (1585-1590). Referendário dos Tribunais da Assinatura Apostólica de Justiça e de Graça. Vice-legado em Bolonha, 17 de março de 1597. Vice-legado em Ferrara, 1605. Protonotário apostólico supernumerarius participanteium ..
Eleito arcebispo de Gênova, com dispensa de ainda não ter recebido as ordens sagradas, em 20 de dezembro de 1600. Concedido o pálio em 14 de março de 1601. Consagrado, em 1º de abril de 1601, Bolonha, por Dom Alfonso Paleotti, arcebispo daquela sé. Governador de Borgo durante a primeira sede vacante de 1605. Eleito pelo Sagrado Colégio dos Cardeais governador do segundo conclave de 1605 e da Città Leonina..
Criado cardeal sacerdote no consistório de 11 de setembro de 1606; recebeu o chapéu vermelho em 9 de janeiro de 1616; e o título de S. Biagio dell'Anello, 11 de janeiro de 1616. Legado em Ferrara, 25 de setembro de 1606..
Morreu em Gênova em 24 de junho de 1616. Sepultado, por favor especial do senado genovês, na capela onde estão preservadas as cinzas de São João Batista, na catedral metropolitana de Gênova..